# Direct Attached Storage
Direct Attached Storage (DAS) oder Server Attached Storage bezeichnet an einen einzelnen Rechner angeschlossene Festplatten, die sich in einem separaten Gehäuse befinden.
Die üblichen Schnittstellen sind SCSI und zunehmend SAS. Möglich sind jedoch sämtliche blockorientierte Übertragungsprotokolle für direkte (Punkt zu Punkt)-Verbindungen, beispielsweise auch ATA/ATAPI, FireWire, eSATA und USB mit UAS. Im Gegensatz dazu stehen Fibre Channel, iSCSI oder FICON/ESCON, die zu den netzwerkorientierten SAN-Konzepten gehören. Die als DAS betriebenen Datenträger bieten die gleiche Leistung wie direkt im Rechnergehäuse eingebaute Laufwerke; im SAN angebundene Datenträger haben durch den Zusatzaufwand beim netzwerkorientierten Ansatz hingegen üblicherweise eine leicht geringere Datenübertragungsrate.
Handelt es sich bei dem Rechner um einen Host, können im Unterschied zu Network Direct Attached Storage, Network Attached Storage oder einem Storage Area Network andere Computer die DAS-Festplatten üblicherweise nur via Netzwerk und über den Host nutzen, an den diese physisch angeschlossen sind. Eine Ausnahme aus dem Bereich Hochverfügbarkeit bilden jedoch „Shared SCSI“-Installationen, bei denen zwei Hosts gemeinsam Zugriff auf einen SCSI Bus haben und z. B. per geeignetem Cluster-Dateisystem (z. B. GFS) auch gemeinsam auf dessen Laufwerke zugreifen können.
Ein weiterer zunehmend wichtiger werdender Einsatz von Direct Attached Storage (DAS) ist die Erweiterung von Network Attached Storage (NAS) und Storage Area Network (SAN) Festplatten-Arrays. Dies wird durch immer schnellere (Punkt zu Punkt)-Verbindungen wie SATA 3 und PCI Express ermöglicht. Dabei agiert die NAS bzw. das SAN als Host und muss dementsprechend hostfähige Erweiterungsschnittstellen (z. B. USB 3.0 oder eSATA) anbieten.

## Vorteile
- Geringer Hardwareaufwand.
- Konzeptionell schnell, die reale Geschwindigkeit ist abhängig von der verwendeten Technik.
- Kein zusätzlicher Protokollstack. Die Punkt-zu-Punkt-Verbindung wird direkt an die Geräte oder die Festplatten weitergeleitet.

## Nachteile
- Nur exklusiv an einen Host gebunden

Nachteile treten bei DAS-Systemen dann auf, wenn mehrere Systeme an unterschiedlichen Servern genutzt werden. Alle diese Geräte müssen mit mehr Aufwand überwacht und verwaltet werden. 
- Manchmal werden besondere Protokollerweiterungen benötigt (Beispiel: „SATA Port Multiplier“)

So setzen zurzeit viele DAS-Systeme auf eSATA-Basis intern einen „SATA Port Multiplier“ ein, doch die recht verbreiteten Intel-Chipsätze (ICHx) haben dieses Protokoll meist nicht implementiert, so dass man andere SATA-Controller nachrüsten muss, um diese Funktion zu verwenden.